# Negasso Gidada
Negasso Gidada Solon (ur. 8 września 1943 w Dembidolo, zm. 27 kwietnia 2019 we Frankfurcie nad Menem) – etiopski historyk i polityk, od 22 sierpnia 1995 do 8 października 2001 prezydent Etiopii.
W latach 1973–1991 przebywał na emigracji w Republice Federalnej Niemiec. Później stanął na czele Demokratycznej Organizacji Ludu Oromskiego. Sprawował urząd ministra pracy w latach 1991–1992, następnie ministra informacji w latach 1992–1995.